# Wat Mahathat (Ayutthaya)

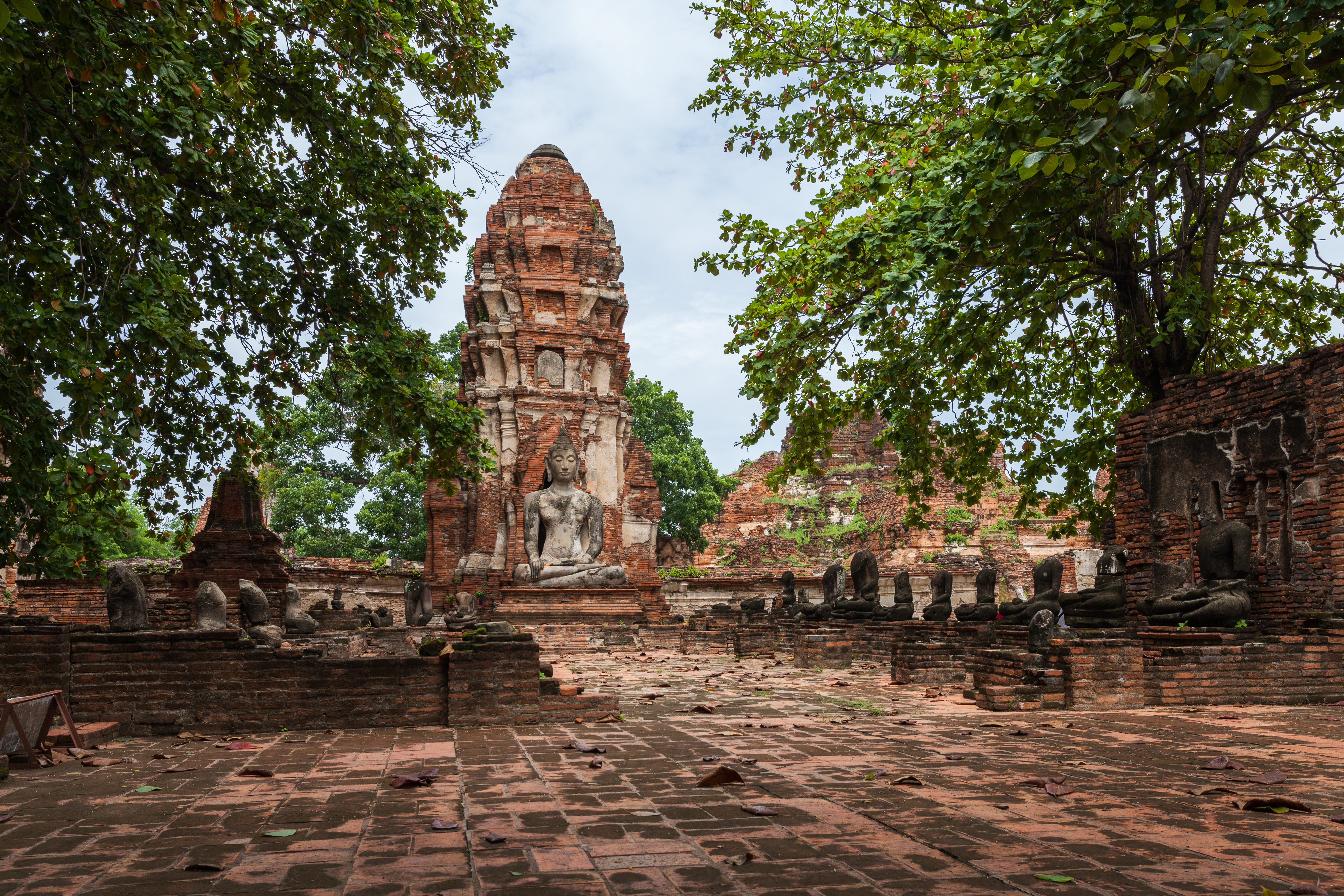
Wihan secondaire et statue de Bouddha au fond du sanctuaire et, en arrière-plan, prang secondaire, Wat Mahathat, Ayutthaya.

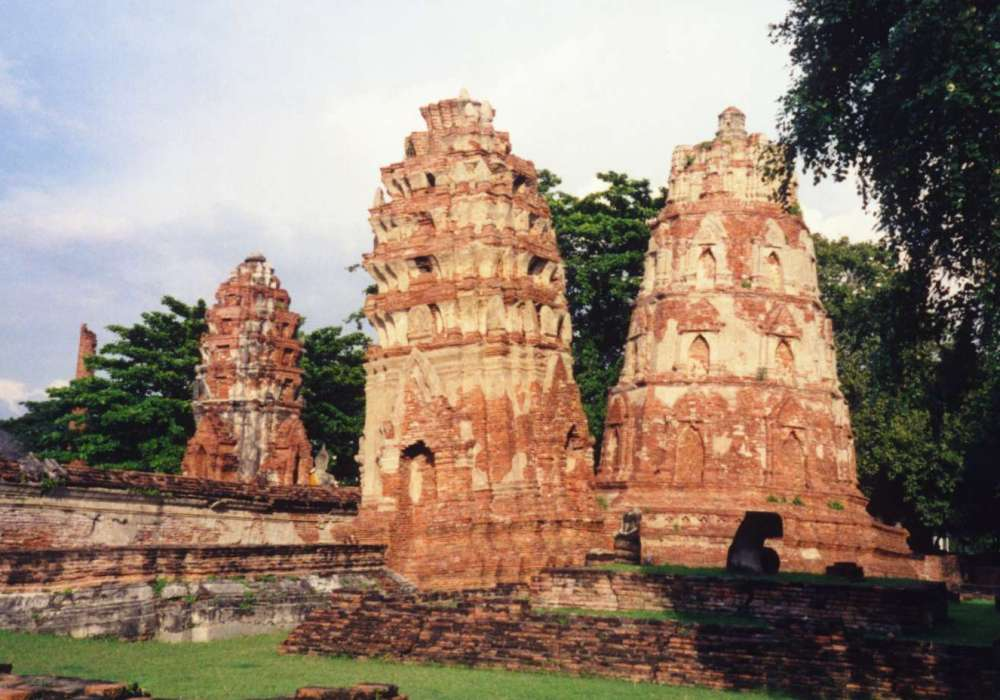
Prang secondaire à gauche et au centre, tour octogonale à droite, Wat Phra Mahathat, Ayutthaya.

Le Wat Mahathat ( thaïlandais วัดมหาธาตุ พระนครศรีอยุธยา, en français, Temple de la Grande Relique ) est un temple bouddhiste situé à Ayutthaya dans la région centre de la Thaïlande. Sa fondation date de 1374 sous le règne du roi Borommaracha I. 

Ce temple est célèbre pour une curiosité, sa tête de Bouddha enlacée par les racines d'un figuier étrangleur.

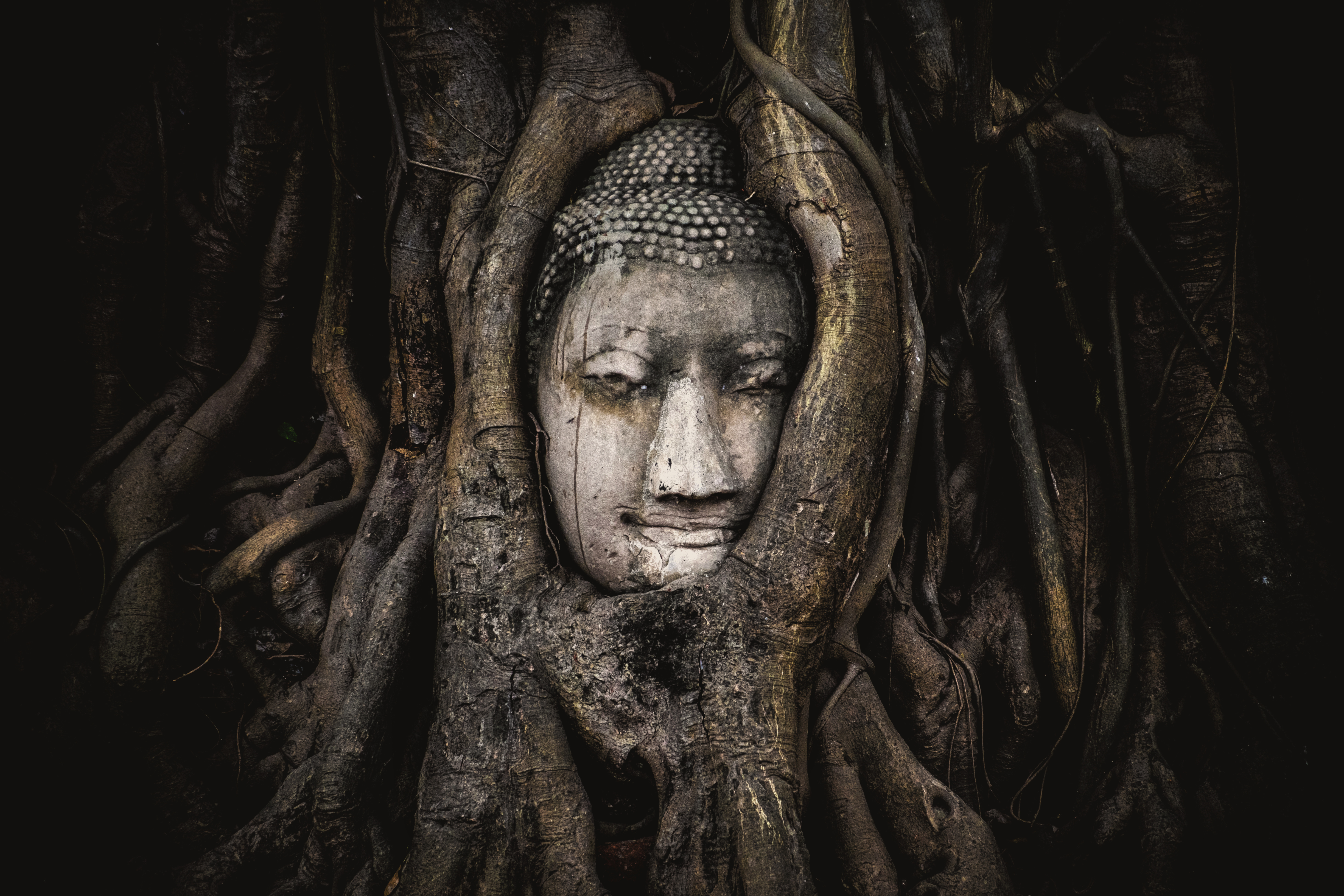
Probablement l'objet le plus photographié de la région

## Emplacement
Le Wat Mahathat Ayutthaya est  bâti au centre de la vieille cité d'Ayutthaya, entre Chi Kun Road et Naresuan Road, dans le coin nord-est du parc Phra Ram.

## Architecture
L'histoire officielle du temple est relatée dans les Chroniques royales d'Ayutthaya par le prince Damrong Rajanubhab, qui décrit l'origine du Wat Mahathat. Celle-ci commence en 1374 lorsque le roi Borommaracha Ier (1370-1388) érigea à cet endroit un temple portant un autre nom :
"L'année du Tigre 736 (année du calendrier lunaire Chula Sakarat) Somdet Phra Borommarachathirat et Phra Mahathera Thammakanlayan ont construit le grand, glorieux, saint et orné de joyaux reliquaire ( Phra Si Rattana Mahathat ) à l'est du palais ( le pignon royal du lion ). Il s'éleve à 19 wah (38 mètres) en hauteur et il est couronné d'une pointe à neuf membres d'une hauteur de 3 wah supplémentaires (6 mètres).
Le neveu et successeur de Borommaracha, Ramesuan (1369-1370, 1388-1395) favorisa l'expansion du site en 1384 en y faisant construire un grand temple, alors qu'il était à cette époque bonze (et pas encore de nouveau roi). C'est en ce temps-là que le temple reçut son nom actuel.

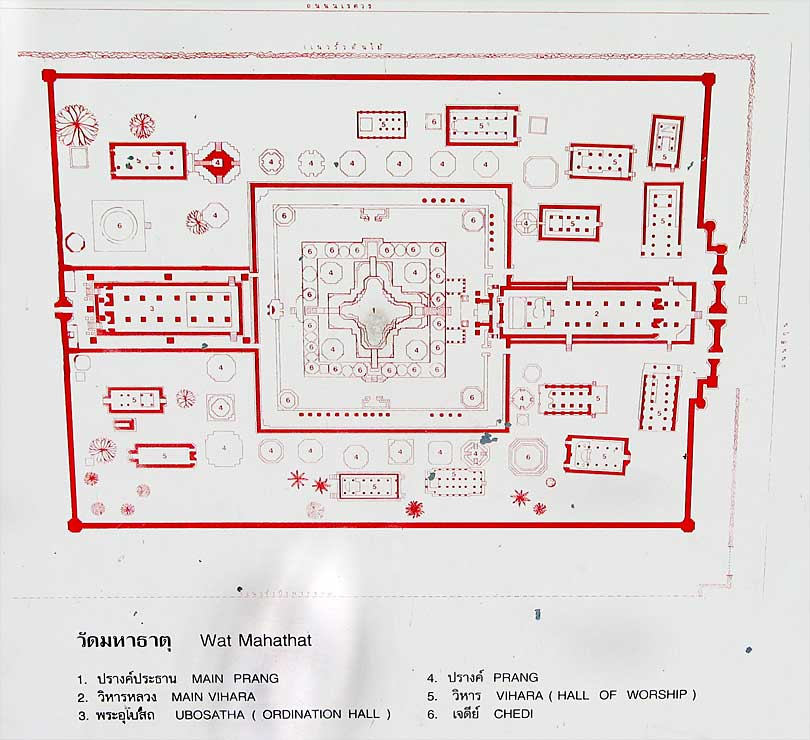
Plan des ruines du Wat Mahathat, Ayutthaya.

Le cœur du temple est selon la tradition orienté sur un axe est-ouest : ici le prang-reliquaire principal à l'ouest est associé au wihan principal à l'est. 
Le prang-reliquaire central construit en briques et latérite mesurait à l'origine 38 m puis, après une restauration en 1633 sous le roi Prasat Thong (1629-1656) à la suite d'un écroulement, 50 m. En 1911 le prang central s'effondre définitivement et, de nos jours, il est totalement ruiné et il ne subsiste que le socle, une terrasse à gradins. Ce prang est édifié au centre d'une cour fermée par une enceinte.
L'Ubosot (Bot ; hall d'ordination) n'est pas en position excentré comme c'est généralement l'usage : il est aligné avec le wihan principal et le prang-reliquaire, à l'arrière, tout à l'ouest.

Grand prang central
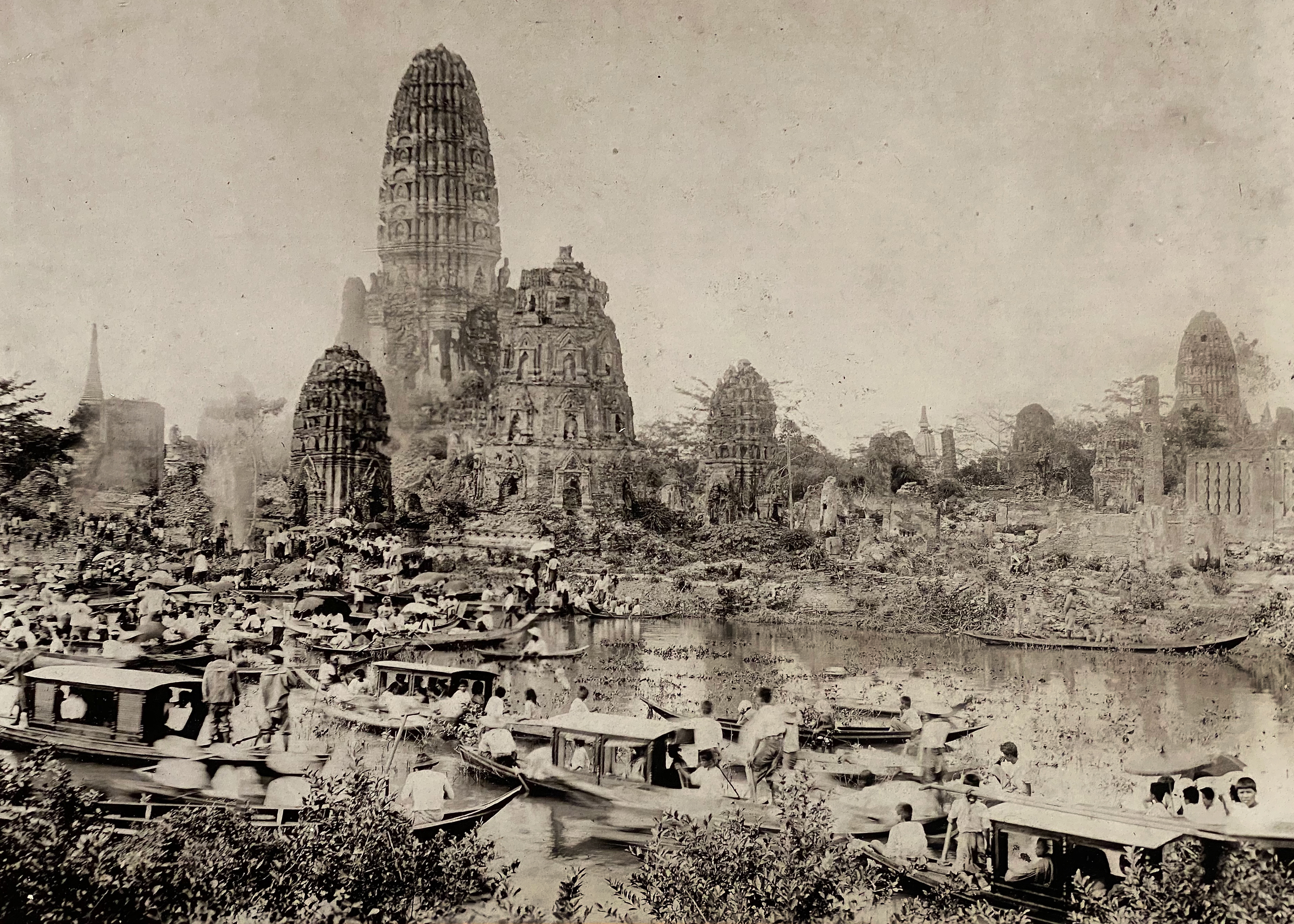
Photo du grand prang-reliquaire principal encore intact en novembre 1903.
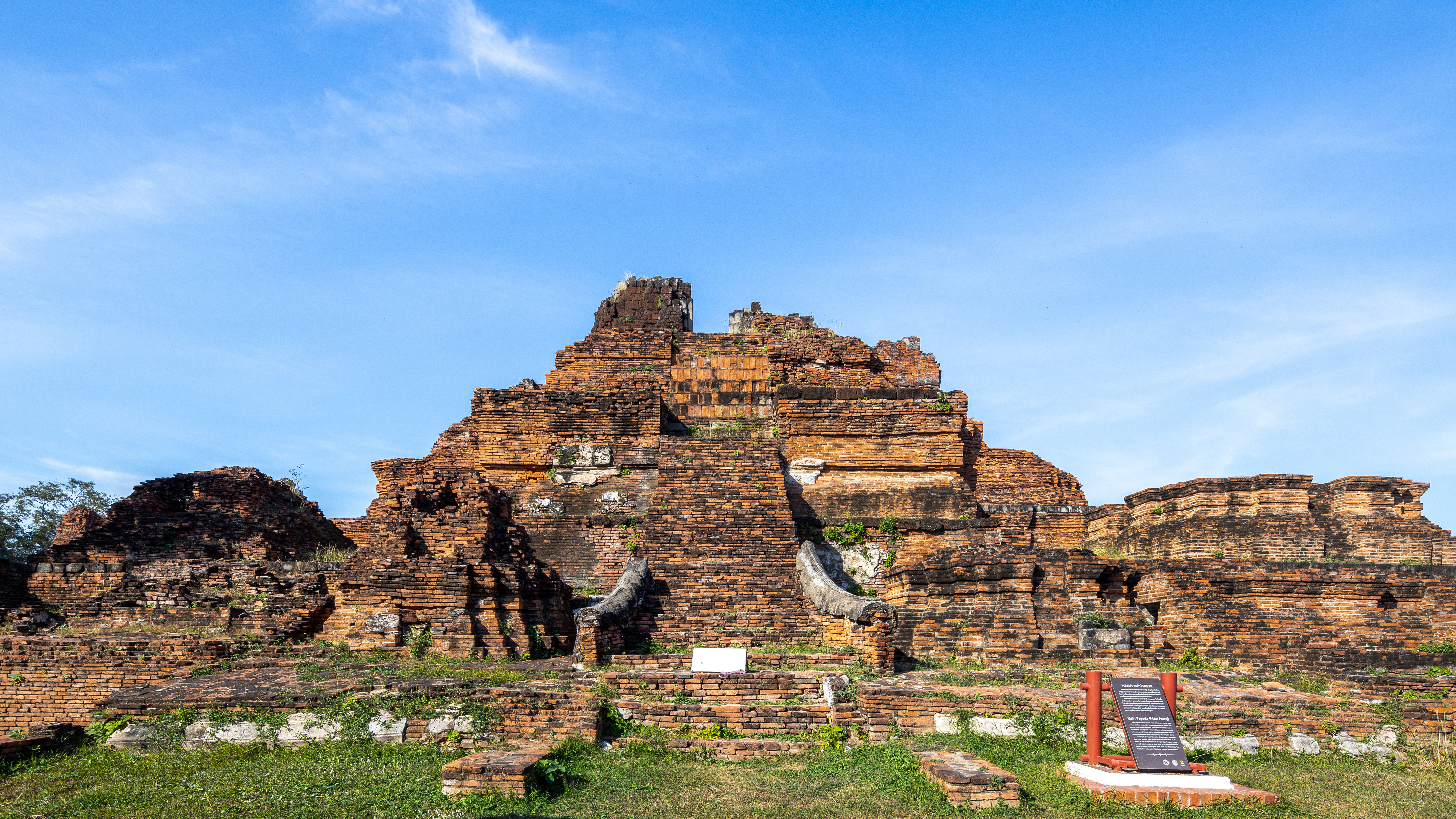
Grand prang-reliquaire principal, de nos jours, ici en 2023, dont il ne subsiste que la base.

Autour du complexe central sont disposés des prangs secondaires en brique jadis recouverts de stuc et d'un mortier de chaux (on en aperçoit encore quelques traces).
Il y a de plus des wihans secondaires et de nombreux chedis secondaires (stupas), reliquaires dont certains pourraient abriter les cendres de haut membres religieux ou aristocrates.
Les nombreuses statues de Bouddha semblent en bon état mais se sont souvent des reconstitutions récentes à partir d'éléments anciens complétés.
En 1956, des fouilles archéologiques ont mis au jour un trésor essentiellement religieux exposé aujourd'hui au musée national d'Ayutthaya, le Chao Sam Phraya.